# Derrick White
Derrick White (Parker, Colorado, 1994. július 2. –) olimpiai-, és NBA-bajnok amerikai válogatott kosárlabdázó, jelenleg a Boston Celtics játékosa.